# Hunter (Kansas)
Hunter es una ciudad ubicada en el condado de Mitchell en el estado estadounidense de Kansas. En el año 2010 tenía una población de 57 habitantes y una densidad poblacional de 114 personas por km².

## Geografía
Hunter se encuentra ubicada en las coordenadas 39°14′5″N 98°23′45″O / 39.23472, -98.39583 (39.234632, -98.395944).

## Demografía
Según la Oficina del Censo en 2000 los ingresos medios por hogar en la localidad eran de $19,000 y los ingresos medios por familia eran $27,708. Los hombres tenían unos ingresos medios de $15,625 frente a los $11,250 para las mujeres. La renta per cápita para la localidad era de $13,424. Alrededor del 5.3% de la población estaban por debajo del umbral de pobreza.